# Maggie Gyllenhaal
Margalit "Maggie" Ruth Gyllenhaal ( (/ˈdʒɪlənhɔːl/ JIL-ən-hawl Sueco: [ˈjʏ̂lːɛnˌhɑːl]; em hebraico: מרגלית רות "מגי" ג'ילנהול; romaniz.: Mergalit "Megi" Rot Jilanhol; nascida em Nova Iorque, Nova Iorque, Estados Unidos, em 16 de novembro de 1977) é uma atriz, diretora e roteirista estadunidense, vencedora de um Globo de Ouro pela minissérie The Honourable Woman, indicada ao Oscar de Melhor Atriz Coadjuvante pelo filme Crazy Heart e ao Oscar de melhor roteiro adaptado pelo trabalho como diretora e roteirista no filme The Lost Daughter. Por este último, venceu no Festival Internacional de Cinema de Veneza na categoria de Melhor Roteiro, e duas vezes ao Globo de Ouro pelos filmes Secretarye Sherrybaby.

## Primeiros anos de vida
Maggie nasceu em Nova Iorque filha do diretor de cinema Stephen Gyllenhaal e da produtora de cinema e roteirista Naomi Foner Gyllenhaal. Jake Gyllenhaal seu irmão mais novo, também é ator. Seu pai foi criado na religião de Swedenborg e é da família nobre sueca Gyllenhaal. Seu último ancestral puramente sueco foi seu bisavô, um descendente de Leonard Gyllenhaal, um líder Swedenborgiano  que apoiou a impressão e divulgação de escritos de Swedenborg; sua mãe é de uma família judia em Nova Iorque e é a ex-mulher de Eric Foner, um professor de história da Columbia University. Seus pais se casaram em 1977 e pediram o divórcio em outubro de 2008.
Gyllenhaal cresceu em Los Angeles e estudou na escola preparatória Harvard-Westlake School. Em 1995 ela se formou em Harvard-Westlake e se mudou para Nova Iorque para estudar na Columbia University, onde estudou literatura e religiões orientais. Ela se formou em 1999 com um grau de Bacharel em Artes. Depois de estudar na Royal Academy of Dramatic Art em Londres, ela conseguiu um emprego trabalhando como garçonete em um restaurante de Massachusetts.

## Carreira

### Primeiros trabalhos
Sua estreia ocorreu em 1992 com o filme Waterland, nessa época ela tinha 15 anos; A Dangerous Woman (1993) e Homegrown (1998) esses filmes foram dirigidos por seu pai, os dois últimos também contou com seu irmão, eles tiveram papéis de coadjuvantes. Com sua mãe, ela e Jake apareceram em dois episódios de Molto Mario, um programa de culinária italiana no Food Network. Depois de se formar na faculdade, ela interpretou papéis de coadjuvantes em filmes como Cecil B. DeMented (2000) e Riding in Cars with Boys (2001). Maggie depois alcançou reconhecimento com o filme Donnie Darko (2001).
Ela fez sua estreia no teatro na produção da Berkeley Repertory Theatre de Patrick Marber chamada Closer, pelo qual recebeu críticas favoráveis. A produção começou em maio de 2000 e terminou em meados de julho desse ano. Maggie se apresentou em várias outras peças, incluindo The Tempest, Antony and Cleopatra, The Butterfly Project e No Exit.

### 2002–2005

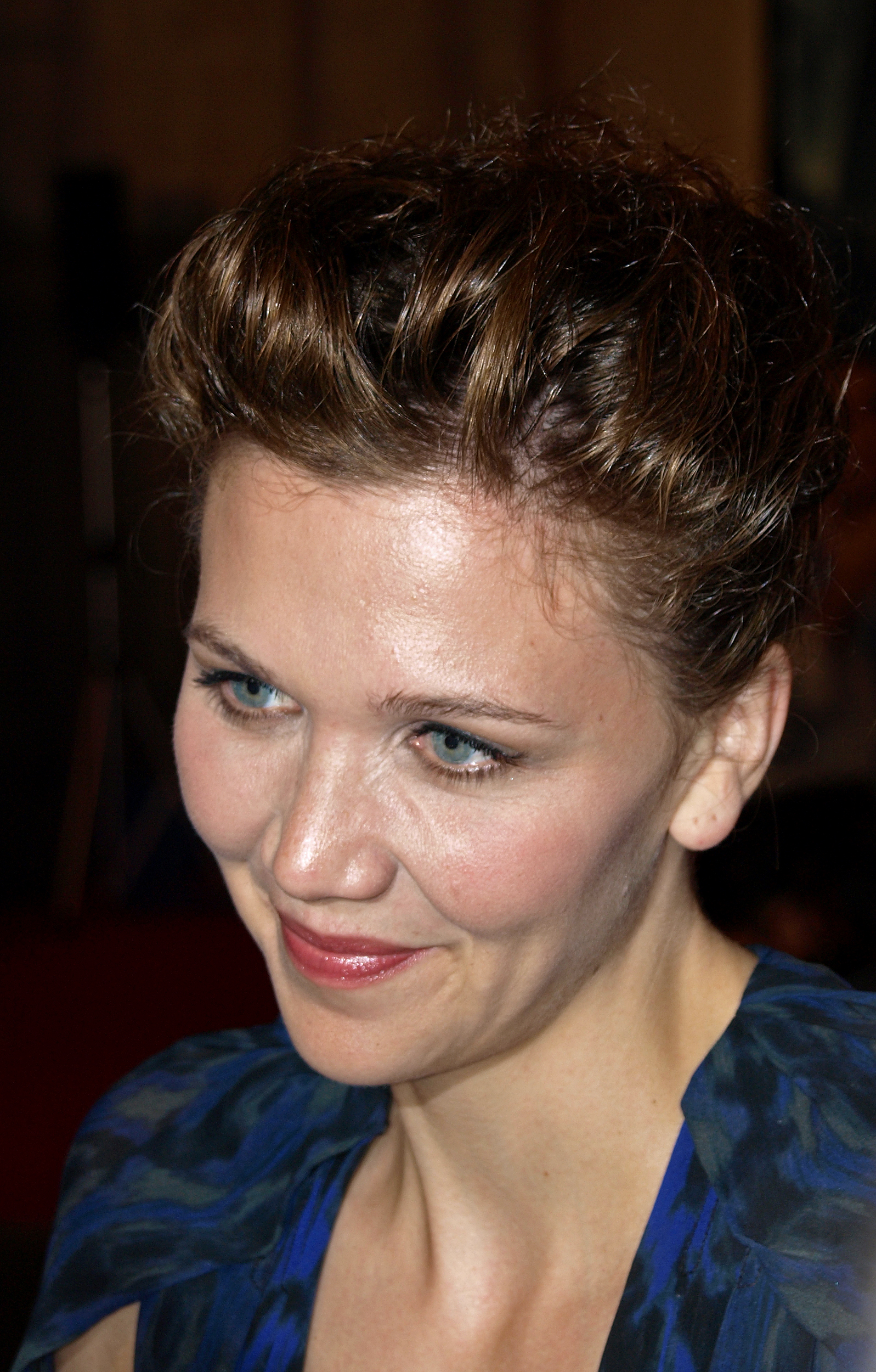
Maggie Gyllenhaal em um evento em Barcelona, Espanha em 2008.

O primeiro papel de destaque dela foi em Secretary (2002), um filme sobre duas pessoas que embarcam em um estilo de vida mutuada. The New York Times, Stephen Holden observou: "O papel de Lee em que Maggie Gyllenhaal interpretou com uma delicadeza e doçura contida em quadrinhos, deve fazer dela uma estrela". Mick LaSalle do San Francisco Chronicle escreveu: "Maggie Gyllenhaal, como a secretária auto-destrutiva é enigmática e em certos momentos, simpática". O filme recebeu opiniões favoráveis, e o desempenho de Maggie valeu-lhe o prêmio National Board of Review of Motion Pictures na categoria Melhor Performance de uma Revelação, sua primeira indicação ao Globo de Ouro, e a indicação em Independent Spirit Award. Secretary foi o primeiro papel e que Maggie aparece em nudez frontal. Embora impressionada com o roteiro que inicialmente teve alguns escrúpulos em fazer o filme, que ela acreditava que poderia entregar uma mensagem anti-feminista. No entanto, após discutir cuidadosamente sobre o roteiro com o diretor do filme, Steven Shainberg ela concordou em participar do projeto. Embora insistindo em não explorá-la, Maggie disse que se sentiu "assustado quando começou a filmar" e que "em mãos erradas ... mesmo em apenas mãos pouco menos inteligente, este filme poderia dizer algo muito estranho".
Ela desempenhou um papel de apoio em Adaptation. (2002), um filme que conta a história da luta da roteirista Charlie Kaufman para se adaptar em The Orchid Thief. Mais tarde ela apareceu em Confessions of a Dangerous Mind (2002), parte de um elenco que incluía Sam Rockwell, Drew Barrymore, George Clooney e Julia Roberts. O filme arrecadou 33 milhões de dólares em todo o mundo. Nesse mesmo ano ela teve um pequeno papel na comédia 40 Days and 40 Nights.
Em 2003 ela co-estrelou com Julia Roberts Mona Lisa Smile no papel de Giselle. Em entrevista ao The Daily Telegraph ela revelou o motivo de aceitar o papel "interpretar alguém que se sente confiante em si mesma como uma mulher sexy, bonita e sedutora". O filme gerou críticas, Casa de los Babys (2003), uma história sobre seis mulheres americanas impacientemente à espera das suas exigências longas em um país sul-americano não identificado antes de pegar seus filhos adotivos, e Criminal (2004), um remake do filme argentino Nove Rainhas, com John C. Reilly e Diego Luna. Maggie interpreta uma gerente do hotel forçado a ajudar seu irmão (Reilly) para seduzir uma de suas vítimas. Maggie foi convidada a integrar a Academy of Motion Picture Arts and Sciences em 2004. Ela estrelou o filme da HBO Strip Search (2004), onde interpretava uma estudante americana na China suspeita de terrorismo.
Em 2004, Maggie voltou ao teatro em uma produção de Tony Kushner, Homebody/Kabul como Priscilla, a filha do Homebody que passa a maior parte do filme em busca de sua mãe no Afeganistão. Kushner lhe deu o papel em Homebody/Kabul na força de sua performance mais estreita. Ben Brantley do The New York Times escreveu: "Maggie fornece a ponte essencial entre as partes do título do filme". John Heilpern do The New York Observer notou que o desempenho de Maggie foi "convincente". Visto como um símbolo sexual, ela foi classificada entre as "100 Hot List" da revista Maxmen em 2004 e 2005.
Em 2005 esteve no filme Happy Endings, no qual ela interpretou uma cantora aventureira que seduz um jovem músico gay (Jason Ritter), assim como seu pai rico (Tom Arnold). Ela gravou músicas para a trilha sonora do filme, chamando o papel de "roughest mais assustadora agindo sempre" e acrescentando que ela é mais natural ao cantar no cinema do que quando agir. Lisa Schwarzbaum da Entertainment Weekly declarou o desempenho de Maggie "tão maravilhosamente, naturalmente como sua personagem é artificial".

### 2006-presente
Depois de Happy Endings ela estrelou os filmes Trust the Man, Stranger than Fiction, Monster House, World Trade Center e Sherrybaby. Em Trust the Man com Julianne Moore, David Duchovny e Billy Crudup, ela interpretou Elaine. O filme foi criticamente e financeiramente sem sucesso. Ethan Alter do Premiere sentiu que o desempenho de Maggie e Duchovny eram "muito mais à vontade". Em Stranger than Fiction, Maggie tinha um interesse amoroso com Harold Crick, interpretado por Will Ferrell. Sua performance no filme recebeu críticas favoráveis. Mike Straka da Fox News escreveu: "Gyllenhaal nunca foi tão sexy em qualquer filme antes e sua interação com Ferrell irá impulsioná-la a mais uma lista de filmes, deixando-a queridinha para trás, sem dúvida". Ela expressou Elizabeth "Zee" na animação de terror Monster House. Maggie retratou Allison Jimeno, esposa do oficial Will Jimeno, no filme World Trade Center com base no Ataques de 11 de setembro de 2001 em Nova Iorque. Ela considerou este como "um dos filmes que ela mais gostou de fazer". O filme recebeu críticas favoráveis e provou ser um sucesso internacional, ganhando 162 milhões de dólares em todo o mundo.
Em Sherrybaby, Maggie teve um ladrão viciado em drogas tentando colocar sua vida em ordem depois da prisão para que ela possa se reconciliar com sua filha. Durante o lançamento do filme, ela observou sua interpretação. Sua performance no filme foi bem recebido: David Germain da Associated Press escreveu: "Maggie humaniza tão profundamente e ricamente ... que Sherry provoca simpatia mesmo em seus momentos mais escuros e mais fracos", e Dennis Harvey da Variety chamou a performase de Maggie como "naturalista". Por seu trabalho Gyllenhaal ganhou sua segunda nomeação no Globo de Ouro de Melhor Atriz e ganhou o prêmio de Melhor Atriz em 2006 no Stockholm International Film Festival.

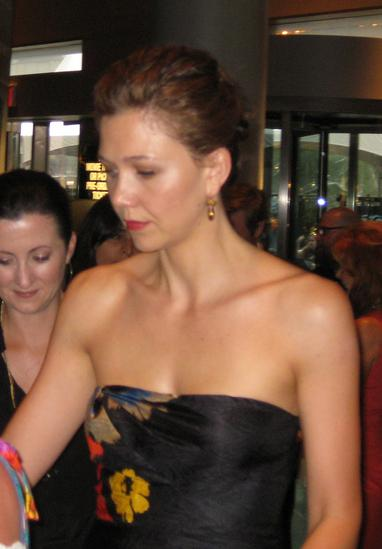
Maggie Gyllenhaal na estreia de The Dark Knight em Nova Iorque, 14 de julho de 2008.

Ela apareceu em The Dark Knight (2008) a sequência de Batman Begins (2005), em que ela substituiu Katie Holmes como a assistente da promotoria Rachel Dawes. Maggie reconheceu sua personagem como uma donzela em perigo a uma medida, mas disse que o diretor Christopher Nolan procurou maneiras de fortalecer seu caráter, por isso "muito clara sobre o que é importante para ela e não quer comprometer a sua moral, que fez uma mudança agradável de Rachel" de muitos personagens em conflito, ela já havia retratado. The Dark Knight foi um sucesso financeiro, estabelecendo um novo fim de semana de recorde na abertura das bilheterias na América do Norte. Com receita de US$1 bilhão no mundo, tornou-se o filme de maior bilheteria de todos os quarto tempo. Em uma revisão a Salon.com, Stephanie Zacharek falou do caráter de Maggie "um osso duro de roer em um estilo vestido de veis de corte" e afirmou que "o filme e mais flexível quando ela está nele". IGN, o crítico Todd Gilchrist escreveu: "Gyllenhaal acrescenta profundidade real e energia para Rachel Dawes".
Maggie interpretou Yelena no Classic Stage Company da Companhia Off-Broadway produção de Anton Chekhov em Nova Iorque. O elenco também inclui Peter Sarsgaard, Mamie Gummer, Denis O'Hare e George Morfogen. A produção dirigida por Austin Pendleton, começou no dia 17 de janeiro e terminou em 1 de Março. Joe Dziemianowicz do Daily News foi menor do que entusiasmado com seu desempenho, escrevendo: "Maggie que era tão dinâmica como uma drogada em Sherrybaby, desempenha Yelena com um monótono colado o sorriso que faz parecer como se ela esteve no stash Sherry ". No entanto Malcolm Johnson da Hartford Courant foi de cortesia, observando que ela "finalmente floresce" como o personagem.
Maggie concordou em aparecer no filme de comédia Away We Go, onde ela desempenha uma professora de faculdade que é uma velha amiga do personagem de John Krasinski. O filme gerou opiniões amplamente misturada, com Owen Gleiberman da Entertainment Weekly descrevendo Maggie como "over-the-top". No entanto, A. O. Scott do The New York Times elogiou Gyllenhaal e a co-estrela Allison Janney por suas performances, escrevendo que "ambas [são] muito engraçadas". Seu papel seguinte veio em Crazy Heart, em que interpretou a jornalista Jean Craddock que se apaixona por o músico Bad Blake, interpretado por Jeff Bridges. O filme recebeu críticas favoráveis, Peter Travers da Rolling Stone informou que Maggie foi "engraçada, comovente e vital como Jean" e que parte dela foi "concebido convencionalmente. Seu desempenho lhe rendeu uma indicação na Academy Award de Melhor Atriz Coadjuvante.
Em 2010, Maggie apareceu em Nanny McPhee and the Big Bang, a sequência do filme de 2005 Nanny McPhee. O papel exigia que ela falasse com um sotaque em Inglês. O filme recebeu críticas mistas, e ganhou US$93 milhões em todo o mundo. Esteve em Independent Lens. Maggie aparece em Hysteria, um filme independente com foco na criação do Vibrador.
Em fevereiro de 2011 Maggie estrelou outra produção de Anton Chekhov como Masha personagem em As Três Irmãs no Classic Stage Company. A peça concentra-se nas irmãs Prozorov (Gyllenhaal, Jessica Hecht, e Juliet Rylance) "sorte no amor, infeliz nas províncias e desejo de voltar a Moscou", como resumido por Jeremy Gerard da Bloomberg. A produção da Off-Broadway começou a performance em 12 de janeiro, com uma participação limitada através de 6 de março. Em 2021 venceu o prêmio de melhor roteiro no Festival de Veneza pelo filme The Lost Daughter, em sua estreia como diretora e roteirista.

## Vida pessoal

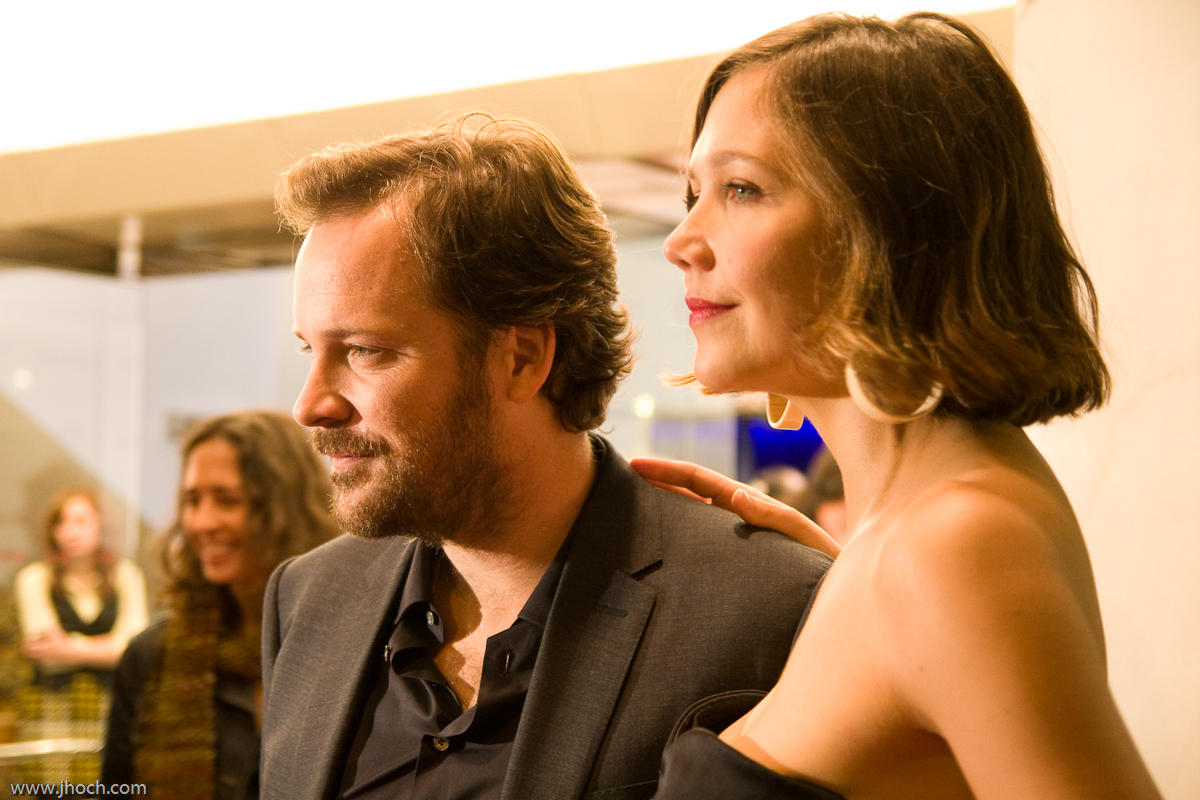
Peter Sarsgaard e Maggie Gyllenhaal na estreia de An Education em outubro de 2009.

Em 2 de maio de 2009 casou-se com o ator Peter Sarsgaard, com quem está junto há mais de seis anos. Eles são pais de duas meninas, a mais velha chamada Ramona, nascida em 3 de outubro de 2006 e Gloria Ray nascida em 19 de abril de 2012, e vivem em Brooklyn, Nova Iorque.

## Filmografia

### Cinema
| Ano  | Título                          | Papel               | Título em Português e Obs                                                |
| ---- | ------------------------------- | ------------------- | ------------------------------------------------------------------------ |
| 1992 | Waterland                       | Maggie Ruth         | br: Terra d'Água pt: Paixão e Loucura                                    |
| 1993 | A Dangerous Woman               | Patsy Bell          | br/pt: Uma Mulher Perigosa                                               |
| 1998 | Homegrown                       | Christina           | br: Três Sócios Duvidosos pt: Traficantes Aprendizes                     |
| 2000 | The Photographer                | Mira                |                                                                          |
| 2000 | Cecil B. DeMented               | Raven               | br: Cecil Bem Demente pt: Cecil B. Demente                               |
| 2001 | Donnie Darko                    | Elizabeth Darko     | br/pt: Donnie Darko                                                      |
| 2001 | Riding in Cars with Boys        | Amelia Forrester    | br: Os Garotos da Minha Vida pt: Os Rapazes da Minha Vida                |
| 2002 | Secretary                       | Lee Holloway        | br: Secretária pt: A Secretária                                          |
| 2002 | 40 Days and 40 Nights           | Sam                 | br/pt: 40 Dias e 40 Noites                                               |
| 2002 | Confessions of a Dangerous Mind | Debbie              | br/pt: Confissões de uma Mente Perigosa                                  |
| 2002 | Adaptation.                     | Caroline Cunningham | br: Adaptação pt: Inadaptado                                             |
| 2003 | Casa de los Babys               | Jennifer            | br: A Casa dos Bebês                                                     |
| 2003 | Mona Lisa Smile                 | Giselle Levy        | br/pt: O Sorriso de Mona Lisa                                            |
| 2004 | The Pornographer: A Love Story  | Sidney              |                                                                          |
| 2004 | Criminal                        | Valerie             | br: 171 pt: Criminal                                                     |
| 2005 | Happy Endings                   | Jude                | br/pt: Finais Felizes                                                    |
| 2005 | The Great New Wonderful         | Emme Keeler         | br: People - Histórias de Nova Iorque pt: Vidas de Nova Iorque           |
| 2005 | Trust the Man                   | Elaine              | br: Totalmente Apaixonados pt: Jogos de Infidelidade                     |
| 2006 | Sherrybaby                      | Sherry Swanson      |                                                                          |
| 2006 | Paris, je t'aime                | Liz                 | br: Paris, Te Amo pt: Paris, je t'aime                                   |
| 2006 | Monster House                   | Elizabeth "Zee"     | br: A Casa Monstro pt: A Casa Fantasma Apenas voz                        |
| 2006 | World Trade Center              | Allison Jimeno      | br: As Torres Gêmeas pt: World Trade Center                              |
| 2006 | Stranger than Fiction           | Ana Pascal          | br: Mais Estranho que a Ficção pt: Contado Ninguém Acredita              |
| 2007 | High Falls                      | April               | Curta-metragem                                                           |
| 2008 | The Dark Knight                 | Rachel Dawes        | br: Batman: O Cavaleiro das Trevas pt: O Cavaleiro das Trevas            |
| 2009 | Away We Go                      | Ellen "LN"          | br: Distante Nós Vamos pt: Um Lugar Para Viver                           |
| 2009 | Crazy Heart                     | Jean Craddock       | br: Coração Louco pt: Crazy Heart                                        |
| 2010 | Nanny McPhee and the Big Bang   | Isabel Green        | br: Nanny McPhee e as Lições Mágicas pt: Nanny McPhee e o Toque de Magia |
| 2011 | Hysteria                        | Charlotte Dalrymple | br: Histeria pt: Boas Vibrações                                          |
| 2012 | Won't Back Down                 | Jamie Fitzpatrick   | br: A Luta Por Um Ideal pt: Nunca Desistas                               |
| 2013 | White House Down                | Carol Finnerty      | br: O Ataque pt: Ataque ao Poder                                         |
| 2014 | Frank                           | Clara               | br/pt: Frank                                                             |
| 2014 | River of Fundament              | Hathfertiti         | Documentário                                                             |
| 2016 | Beauty Mark                     | Valerie             | Curta-metragem                                                           |
| 2016 | The New Empress                 | Olive               | Curta-metragem                                                           |
| 2016 | Home                            | Ruth                | Curta-metragem                                                           |
| 2021 | The Lost Daughter               | —                   | Diretora, escritora, produtora                                           |

### Televisão
| Ano  | Título                    | Papel                 | Notas            |
| ---- | ------------------------- | --------------------- | ---------------- |
| 1996 | Shattered Mind            | Clothes Clerk         | Telefilme        |
| 1998 | The Patron Saint of Liars | Lorraine Thomas       | Telefilme        |
| 1999 | Resurrection              | Mary                  | Telefilme        |
| 1999 | Shake, Rattle and Roll    | Noreen Bixler         | Telefilme        |
| 2004 | Strip Search              | Linda Sykes           | Telefilme        |
| 2012 | The Corrections           | Denise                | Telefilme        |
| 2012 | Discover's "Curiosity"    | Apresentadora         | Documentário     |
| 2014 | The Honourable Woman      | Nessa Stein           | Minissérie       |
| 2016 | Inside Amy Schumer        | Ela própria           | Episódio "Brave" |
| 2016 | Truth and Power           | Narradora             | Documentário     |
| 2017 | The Deuce                 | Ellen "Candy" Merrell | Série            |